# NGC 7387
NGC 7387 é uma galáxia lenticular (S0) localizada na direcção da constelação de Pegasus. Possui uma declinação de +11° 38' 14" e uma ascensão recta de 22 horas, 50 minutos e 17,6 segundos.
A galáxia NGC 7387 foi descoberta em 27 de Novembro de 1850 por William Parsons.